# Ceyzérieu
Ne doit pas être confondu avec Ceyzériat.
Ceyzérieu est une commune française située dans le département de l'Ain, en région Auvergne-Rhône-Alpes.
Ses habitants se nomment les Ceyzériolans et les Ceyzériolanes.

## Géographie
La commune est située sur la bordure orientale du département de l'Ain, face à la Savoie, dont elle est séparée par le Rhône. Elle comprend une partie de la réserve naturelle du marais de Lavours, à laquelle on peut accéder depuis Aignoz.
Le village est dominé par la face sud du Grand Colombier et ses 1 531 m d'altitude. La commune est traversée par le Séran, petite rivière poissonneuse.

### Climat
Pour des articles plus généraux, voir Climat d'Auvergne-Rhône-Alpes et Climat de l'Ain.
En 2010, le climat de la commune est de type climat des marges montargnardes, selon une étude du CNRS s'appuyant sur une série de données couvrant la période 1971-2000. En 2020, Météo-France publie une typologie des climats de la France métropolitaine dans laquelle la commune est exposée à un climat de montagne ou de marges de montagne et est dans la région climatique Alpes du nord, caractérisée par une pluviométrie annuelle de 1 200 à 1 500 mm, irrégulièrement répartie en été.
Pour la période 1971-2000, la température annuelle moyenne est de 11,1 °C, avec une amplitude thermique annuelle de 18,2 °C. Le cumul annuel moyen de précipitations est de 1 110 mm, avec 10,3 jours de précipitations en janvier et 7,8 jours en juillet. Pour la période 1991-2020, la température moyenne annuelle observée sur la station météorologique de Météo-France la plus proche, « Sutrieu », sur la commune de Valromey-sur-Séran à 7 km à vol d'oiseau, est de 9,3 °C et le cumul annuel moyen de précipitations est de 1 413,2 mm,. Pour l'avenir, les paramètres climatiques de la commune estimés pour 2050 selon différents scénarios d'émission de gaz à effet de serre sont consultables sur un site dédié publié par Météo-France en novembre 2022.

## Urbanisme

### Typologie
Au 1er janvier 2024, Ceyzérieu est catégorisée commune rurale à habitat dispersé, selon la nouvelle grille communale de densité à 7 niveaux définie par l'Insee en 2022.
Elle est située hors unité urbaine. Par ailleurs la commune fait partie de l'aire d'attraction de Belley, dont elle est une commune de la couronne,. Cette aire, qui regroupe 31 communes, est catégorisée dans les aires de moins de 50 000 habitants,.

### Occupation des sols
L'occupation des sols de la commune, telle qu'elle ressort de la base de données européenne d’occupation biophysique des sols Corine Land Cover (CLC), est marquée par l'importance des territoires agricoles (48 % en 2018), en diminution par rapport à 1990 (49,8 %). La répartition détaillée en 2018 est la suivante : 
forêts (35,9 %), zones agricoles hétérogènes (34,1 %), zones humides intérieures (13 %), terres arables (7,7 %), prairies (6,3 %), zones urbanisées (3,1 %).
L'évolution de l’occupation des sols de la commune et de ses infrastructures peut être observée sur les différentes représentations cartographiques du territoire : la carte de Cassini (XVIIIe siècle), la carte d'état-major (1820-1866) et les cartes ou photos aériennes de l'IGN pour la période actuelle (1950 à aujourd'hui).

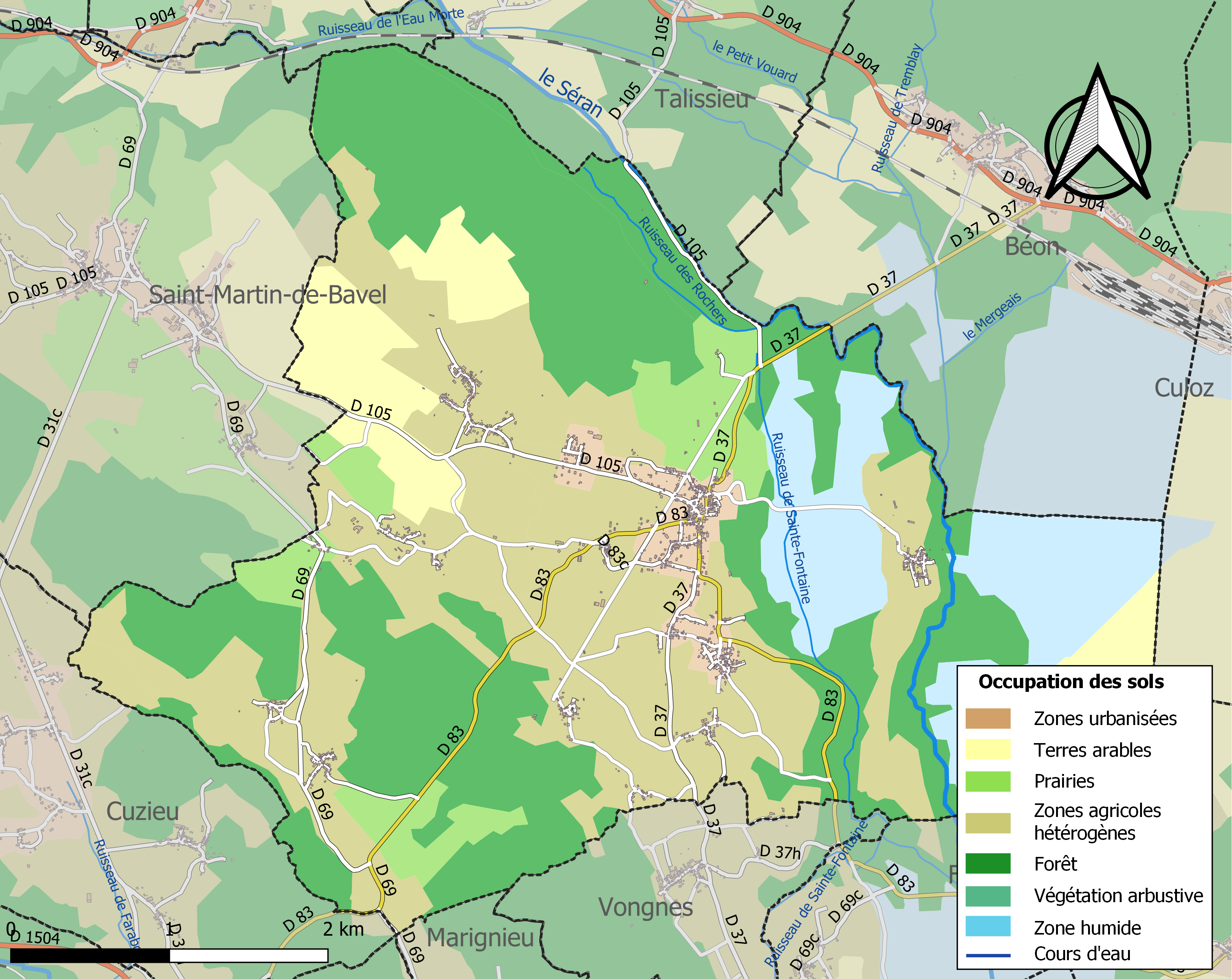
Carte des infrastructures et de l'occupation des sols de la commune en 2018 (CLC).

## Histoire
Paroisse (de Saisiriaco, de Sasyriaco, de Sasiriaco, decanus de Sesiriaco, decanatus Seysiriaci, Saysiriaci, prioratus de Cisserieu, Saisireus, Seyzerieu, Cezerieux) sous le vocable de saint André. Le doyen du lieu nommait à la cure. Ce droit de nomination passa dans la suite au chapitre de Belley.
Ceyzérieu était le chef-lieu du décanat de ce nom, l'une des divisions ecclésiastiques du diocèse de Genève. Parmi les plus anciens doyens, on connaît : Artaud, l'un des bienfaiteurs de la chartreuse d'Arvières, vers 1150 ; Ponce, vivant en 1169 et 1183 ; Aymon de Talissieu, en 1264 ; Jean Calliet, en 1313 ; Guy, en 1347 ; Jean Bocon, en 1393 ; Henri de Saconay, mort en 1444, qui fut inhumé dans l'église cathédrale de Lyon, où il avait fondé une chapelle, etc. Les droits de ces doyens étaient très étendus. Ils percevaient la dîme des blés à Pollieu, Cressieu, Vongnes, Ceyzérieu, Saint-Martin-de-Bavel, Songieu et Vieu ; celle du vin à Ceyzérieu, Saint-Martin, Vongnes, Pollieu et Vieu ; une partie des offrandes faites dans les églises de Vieu et de Vongnes, etc. Ils avaient le patronage des bénéfices-cures de leur décanat, le droit de coercition contre tous les prêtres qui relevaient d'eux, soit pour l'observance des statuts synodaux, soit pour l'obéissance à leurs ordonnances. Les recteurs des paroisses leur devaient une soumission perpétuelle et une procuration annuelle, lors de leur visite, pour l'exercice de leur juridiction.
Suivant transaction passée, le 11 novembre 1347, entre l’évêque de Genève et le doyen Guy, ils connaissaient des délits de ceux qui étaient sous les ordres des prêtres. Les curés ne devaient bénir aucun mariage sans leur permission écrite. Ils avaient le pouvoir de donner dispense pour le temps prohibé. Ils pouvaient prendre la meilleure robe, le meilleur lit, le bréviaire et le luminaire de tout prêtre décédant intestat. L'année qu'ils entraient en fonctions, les desservants des paroisses devaient leur offrir un palefroi. Enfin ils avaient le droit de porter les censures pour forcer les débiteurs et défendre les causes du doyenné, etc., etc.
Le 3 avril 1606, le doyenné fut uni au chapitre de Belley, du consentement de saint François de Sales, évêque de Genève, par bulle du pape Paul V.
L'église de Ceyzérieu était une des mieux dotées du Bugey ; chacune de ses chapelles, notamment celles de MM. de la Porte et de Grammont, possédaient des biens-fonds. La cure à elle seule jouissait de vingt pièces de vignes, terres et prés.
Au VIIe siècle, existait déjà à Ceyzérieu une église, sous le vocable de saint Pierre. Cette église était la propriété particulière de Saint-Ennemond, archevêques de Lyon. Vers 653, il la donna, avec ses dépendances, aux religieuses de l'abbaye de Saint-Pierre de la même ville, qui en firent la chapelle d'un prieuré (prieuré de Ceyzérieu), placé depuis sous le vocable du donateur. Le prieuré de Saint-Ennemond de Ceyzérieu fut confirmé aux dames de Saint-Pierre, en 1245, par bulle du pape Innocent IV.

### Les hameaux

#### Aignoz
On y remarque des mouvements de terrains effectués de main d'hommes, en forme de levée et qui remontent à une haute antiquité, ainsi que l'attestent les objets en bronze recueillis dans le voisinage. Près du retranchement s’élève une butte ou roche calcaire isolée sur le sommet de laquelle on a découvert des inscriptions à moitié effacées et de grands tombeaux creusés dans la roche même ayant une certaine ressemblance avec les tombeaux romains. Tout autour, dans la prairie, les archéologues ont cru reconnaître les traces d’anciens campements romains.

#### Ardosset
Ce village (Ardoce) dépendait en grande partie du monastère des religieuses de Saint-Pierre de Lyon, qui possédaient le prieuré de Ceyzérieu. En 1434, Jean Martinet donna à la prieure de Ceyzérieu le droit de tâche qu'il avait coutume d'y lever.

## Politique et administration

### Découpage territorial
La commune de Ceyzérieu est membre de la communauté de communes Bugey Sud, un établissement public de coopération intercommunale (EPCI) à fiscalité propre créé le 1er janvier 2014 dont le siège est à Belley. Ce dernier est par ailleurs membre d'autres groupements intercommunaux.
Sur le plan administratif, elle est rattachée à l'arrondissement de Belley, au département de l'Ain et à la région Auvergne-Rhône-Alpes. Sur le plan électoral, elle dépend du  canton de Belley pour l'élection des conseillers départementaux, depuis le redécoupage cantonal de 2014 entré en vigueur en 2015, et de la cinquième circonscription de l'Ain  pour les élections législatives, depuis le dernier découpage électoral de 2010.

### Administration municipale

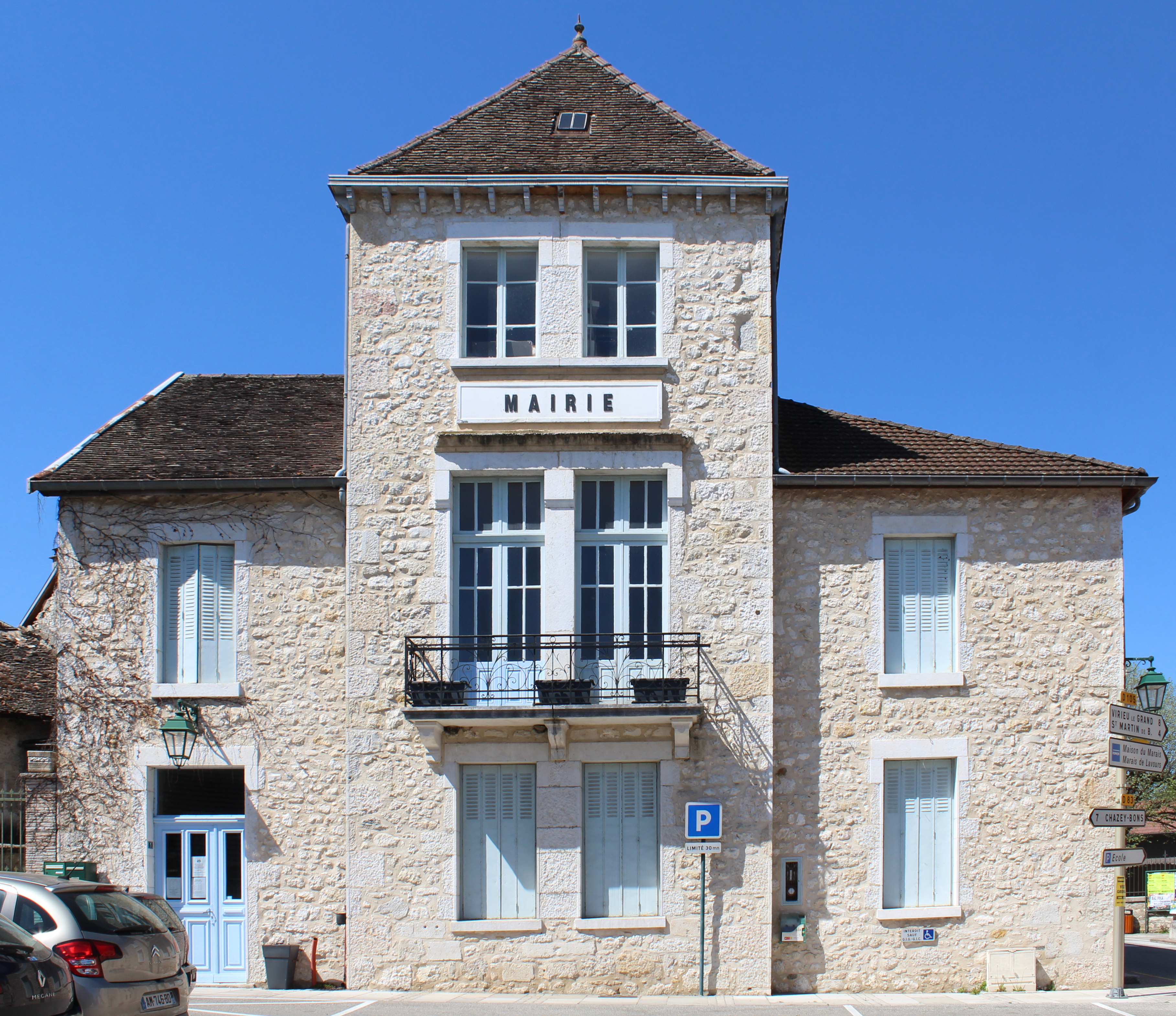
Mairie.

| Période                                  | Période  | Identité       | Étiquette | Qualité |
| ---------------------------------------- | -------- | -------------- | --------- | ------- |
| 1995                                     | 2001     | Jean Pattier   |           |         |
| 2001                                     | 2020     | Bernard Reuter | DVD       |         |
| 2020                                     | En cours | Myriam Keller  | DVD       |         |
| Les données manquantes sont à compléter. |          |                |           |         |

### Intercommunalité
La commune fait partie de la communauté de communes Bugey Sud.

## Population et société

### Démographie
L'évolution du nombre d'habitants est connue à travers les recensements de la population effectués dans la commune depuis 1793. Pour les communes de moins de 10 000 habitants, une enquête de recensement portant sur toute la population est réalisée tous les cinq ans, les populations de référence des années intermédiaires étant quant à elles estimées par interpolation ou extrapolation. Pour la commune, le premier recensement exhaustif entrant dans le cadre du nouveau dispositif a été réalisé en 2008.
En 2022, la commune comptait 1 028 habitants, en évolution de +1,58 % par rapport à 2016 (Ain : +5,15 %, France hors Mayotte : +2,11 %).
| 1793  | 1800  | 1806  | 1821  | 1831  | 1836  | 1841  | 1846  | 1851  |
| ----- | ----- | ----- | ----- | ----- | ----- | ----- | ----- | ----- |
| 1 385 | 1 487 | 1 596 | 1 764 | 1 831 | 1 815 | 1 782 | 1 859 | 1 833 |

| 1856  | 1861  | 1866  | 1872  | 1876  | 1881  | 1886  | 1891  | 1896  |
| ----- | ----- | ----- | ----- | ----- | ----- | ----- | ----- | ----- |
| 1 712 | 1 736 | 1 658 | 1 594 | 1 544 | 1 506 | 1 445 | 1 362 | 1 322 |

| 1901  | 1906  | 1911  | 1921  | 1926  | 1931 | 1936 | 1946 | 1954 |
| ----- | ----- | ----- | ----- | ----- | ---- | ---- | ---- | ---- |
| 1 304 | 1 264 | 1 170 | 1 036 | 1 003 | 902  | 870  | 825  | 714  |

| 1962 | 1968 | 1975 | 1982 | 1990 | 1999 | 2006 | 2008 | 2013  |
| ---- | ---- | ---- | ---- | ---- | ---- | ---- | ---- | ----- |
| 655  | 649  | 648  | 727  | 766  | 814  | 876  | 893  | 1 005 |

| 2018  | 2022  | - | - | - | - | - | - | - |
| ----- | ----- | - | - | - | - | - | - | - |
| 1 003 | 1 028 | - | - | - | - | - | - | - |

### Événement

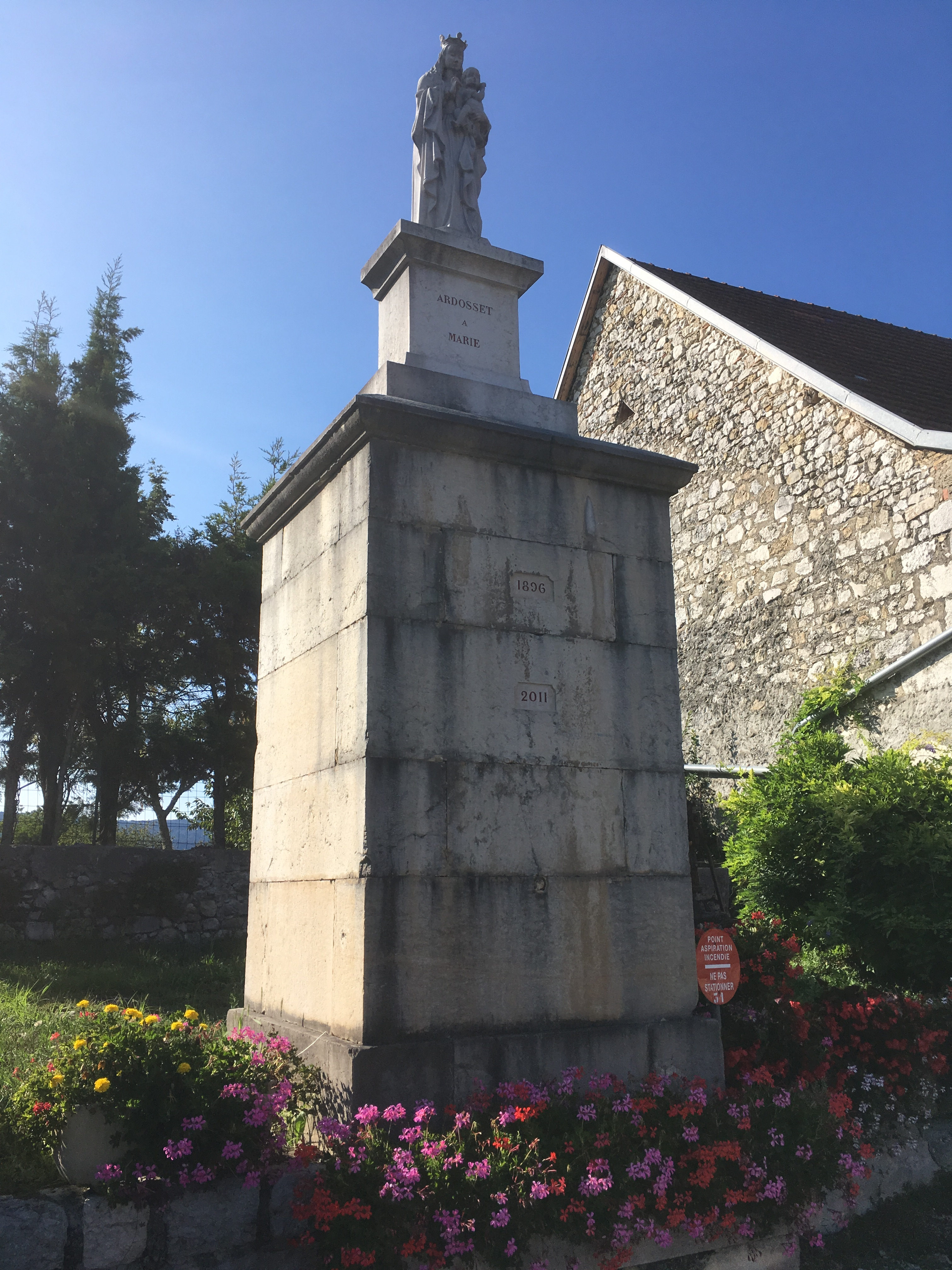
La Vierge d'Ardosset.

Tous les deux ans se tient le festival de rue Art'Zé'Bouilles, il se déroule le premier week-end du mois d'août depuis 1999. Occasion pour tous les villageois de se réunir et d'organiser un événement qui réunit spectacles de rue et concerts.
Tous les ans aux alentours du 1er mai se tient une grande fête du four à Ardosset (hameau de Ceyzérieu). Vente de pains, galettes, tartes aux pommes cuites dans le four banal chauffé exclusivement à l'aide de sarments.
Le samedi des Rameaux a lieu la fête du four à Grammond organisée par les amis du four. Les habitants de ce petit hameau se réunissent tous les ans pour faire cuire les diots, pétrir les gâteaux de pays et les cuire dans le four communal qui a été restauré par la mairie.
Chaque année, le jeudi de l'Ascension, est organisée la fête du hameau d'Aignoz.

## Culture locale et patrimoine

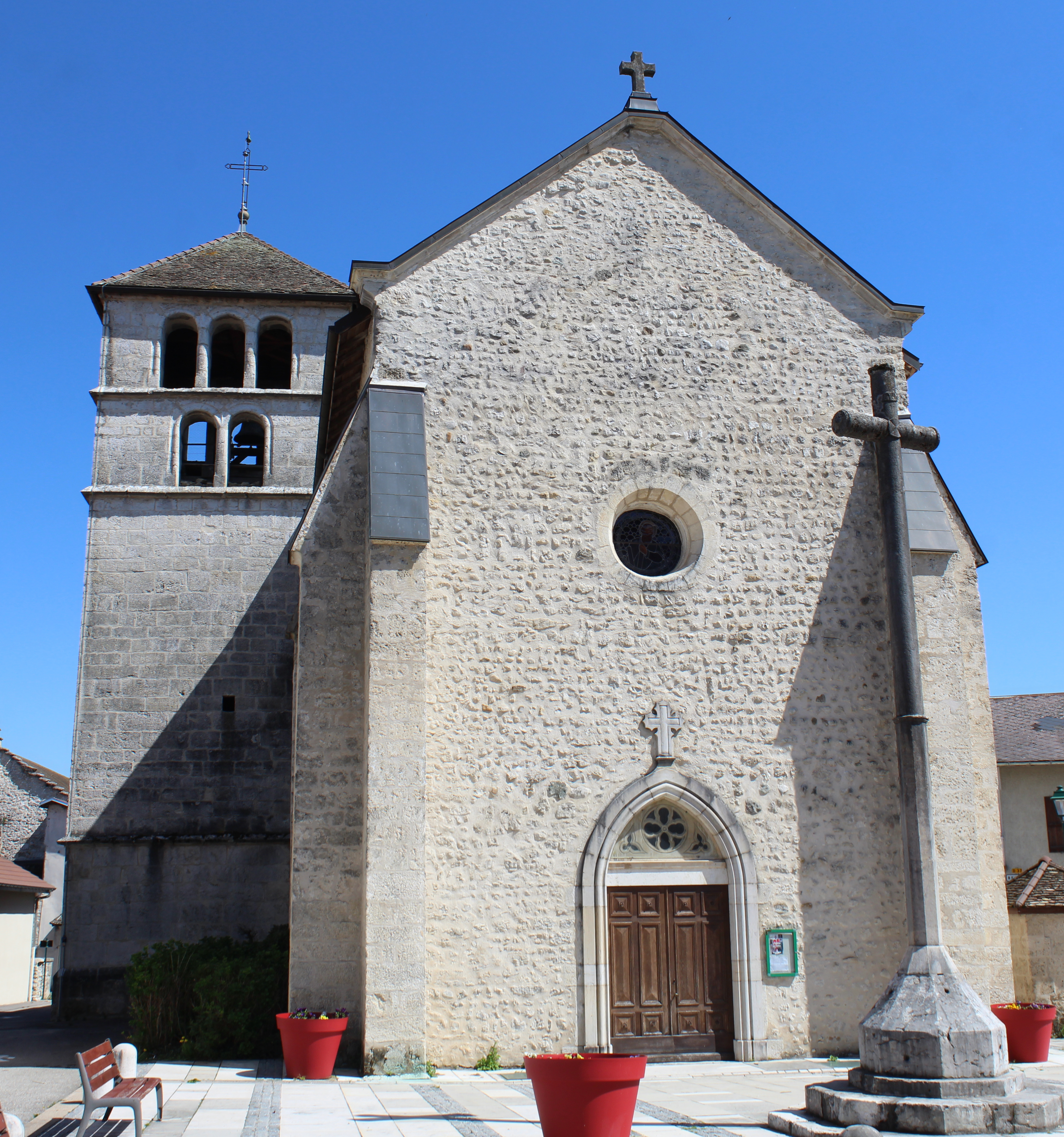
Église Saint-André.

### Lieux et monuments
- Anciens lavoirs du Bourbouillon et d'Archailles.
- Château de Grammont à 2 km ouest de Ceyzérieux, sur un rocher dominant un grand étang. Fondé par les nobles de Grammont, cités parmi les vassaux de Savoie en 1097, il fut reconstruit au XVe et aux XVIe et XVIIIe siècles et profondément restauré au XIXe siècle[22].
- Château de Bossieu.
- Église Saint-André de Ceyzérieu, gothique.
- Chapelle du cimetière de Ceyzérieu.

### Personnalités liées à la commune
- Joseph Chaley (1795-1861), ingénieur français concepteur de plusieurs ponts, est né dans la commune.
- Pierre Durand (1820-1878), homme politique français, député du Rhône, est né dans la commune.
- Claude-Henri Plantier (1813-1875), prélat français et notamment évêque de Nîmes, est né dans la commune.
- Joseph Chaley (1823-1890) (homonyme du premier cité ci-dessus), homme politique français, député de l'Ain de 1876 à 1881, est mort dans la commune. Il a également été maire de Ceyzérieu.
- Paul Tendret (1858-1928), fils de Lucien Tendret, censeur de la Banque de France, maire de Belley, membre fondateur de l'Académie des Gastronomes habitat le château de  Ceyzérieu[23].
- L'astrophysicienne Anne-Marie Lagrange a habité la commune dans sa jeunesse et fréquenté l'école primaire[24].

## Héraldique
| Blason de Ceyzérieu | Blason  | Parti: au 1) d'azur au lion d'hermine, au 2) d'or au lion d'azur, armé et lampassé de gueules; le tout au chef de sinople au sautoir d'argent et brochant, à deux bouquets de trois roseaux à massettes d'or. |
| Blason de Ceyzérieu | Détails | Création J-F Binon, adoption septembre 2024 |